# Cymbocarpum
Cymbocarpum es un género de plantas herbáceas perteneciente a la familia de las apiáceas.  Comprende 6 especies descritas y de estas, solo 5 aceptadas.

## Taxonomía
El género fue descrito por DC. ex C.A.Mey. y publicado en Verzeichniss der von dem Herrn Dr. Kolenati in dem Mittlern Theile des Caucasus 132. 1831. La especie tipo es: Cymbocarpum anethoides DC.	

## Especies
A continuación se brinda un listado de las especies del género Cymbocarpum aceptadas hasta septiembre de 2012, ordenadas alfabéticamente. Para cada una se indica el nombre binomial seguido del autor, abreviado según las convenciones y usos.
- Cymbocarpum amanum Rech.f.
- Cymbocarpum anethoides DC.
- Cymbocarpum erythraeum (DC.) Boiss.
- Cymbocarpum marginatum Boiss.
- Cymbocarpum wiedemannii Boiss.